# Trojanów
Trojanów è un comune rurale polacco del distretto di Garwolin, nel voivodato della Masovia.
Ricopre una superficie di 151,01 km² e nel 2004 contava 7 827 abitanti.